# كأس العالم للكريكيت 2015
كأس العالم للكريكيت 2015 (بالإنجليزية: 2015 Cricket World Cup)‏ هو موسم من كأس العالم للكريكيت. أقيم بتاريخ 2015، وبمشاركة  14 فريقاً، وفاز فيه منتخب أستراليا للكريكت.